# Mateo Retegui
Mateo Retegui (n. 29 aprilie 1999, San Fernando⁠(d), Buenos Aires, Argentina) este un fotbalist argentinian și italian, care joacă pe post de atacant la Atalanta în Serie A. Pe plan internațional, are prezențe la națională pentru Argentina U20⁠(d) și Italia. Este poreclit „il Re tigre” („regele tigru”).

## Cariera pe echipe

### Primii ani petrecuți în Argentina
Retegui și-a început cariera de seniori cu Boca Juniors, care l-a semnat cu ani înainte de la River Plate. A fost promovat pentru prima dată în prima echipă a clubului de către antrenorul Guillermo Barros Schelotto în timpul sezonului 2017-2018 din Primera División a Argentinei, apărând pe banca de rezerve împotriva lui Arsenal de Sarandí și Estudiantes în decembrie 2017. Debutul său profesional a avut loc pe 17 noiembrie 2018, atacantul fiind înlocuit în ultimele momente ale unei victorii cu 1-0 pe teren propriu împotriva lui Patronato.
În ianuarie 2019, Retegui a fost împrumutat la Estudiantes pentru optsprezece luni. A făcut opt apariții în sezonul 2018–19, înainte de a marca cinci goluri în douăzeci și una de apariții în 2019–20.
În februarie 2022, Retegui s-a alăturat lui Tigre cu un acord de împrumut până la sfârșitul anului 2023.

### Genoa
La 26 iulie 2023, Retegui s-a alăturat clubului din Serie A Genoa pe durată a contractului de cinci ani, în schimbul unei sume raportată de 15 milioane de euro. Pe 11 august 2023, a marcat primele două goluri pentru club într-un meci din Coppa Italia împotriva echipei din Serie B Modena.

### Atalanta
Retegui s-a mutat la un alt club din Serie A , Atalanta, într-o afacere în valoare de 28 de milioane de euro pe 8 august 2024, în urma unei leziuni de ligament încrucișat anterior a atacantului lui Atalanta și a coechipierului său de la națională, Gianluca Scamacca. Mai târziu în acel an, pe 26 noiembrie, a marcat primele goluri în Liga Campionilor marcând de două ori într-o victorie cu 6-1 în deplasare împotriva lui Young Boys.

## Cariera internațională
Retegui a reprezentat Argentina la categoriile U19 și U20, inclusiv pentru acesta din urmă la Jocurile Sud-Americane din 2018.
Fiind eligibil să joace pentru Italia prin descendență, în februarie 2023 s-a raportat că Retegui a fost preselectat de Roberto Mancini pentru a se alătura echipei Azzurri pentru primele jocuri de calificare la UEFA Euro 2024. Retegui a primit primul său apel oficial la echipa națională a Italiei pe 17 martie 2023, și a marcat la debutul său internațional pe 23 martie împotriva Angliei într-un meci de calificare la Euro 2024, pierdut cu 2-1 la Napoli. Retegui urma să înscrie din nou la apariția sa ulterioară din 26 martie, marcând al doilea gol într-o victorie cu 2-0 în fața Maltei în calificarea la Euro 2024 din Ta' Qali, pentru a deveni primul jucător care a marcat în primele două meciuri competitive pentru echipa națională de când Pierino Prati a realizat isprava în 1968.
Pe 21 martie 2024, Retegui a marcat de două ori într-o victorie cu 2-1 asupra Venezuelei. A fost primul jucător de la Genoa care a marcat o dulă pentru Italia de la Virgilio Levratto la Jocurile Olimpice de vară din 1928. În iunie 2024, Retegui a fost inclus de antrenorul Luciano Spalletti în lotul Italiei pentru UEFA Euro 2024. Mai târziu în acel an, pe 6 septembrie, a fost numit jucătorul meciului, în care a oferit și o asistență, într-o victorie cu 3-1 în deplasare împotriva Franței în UEFA Nations League, ajutând țara sa să-și asigure prima victorie împotriva adversarului la Paris din aprilie 1954.

## Titluri
Individual
- Jucătorul lunii din Serie A: octombrie 2024[27]